# 웨이팅 포 슈퍼맨
웨이팅 포 슈퍼맨(Waiting For Superman)은 미국에서 제작된 데이비스 구겐하임 감독의 2010년 다큐멘터리 영화이다. 레슬리 칠콧 등이 제작에 참여하였다. 알려진 다른 제목은 슈퍼맨을 기다리며이다.
이 영화는 차터 스쿨에 들어가기를 고군분투하는 여러 학생들을 따라가면서 미국의 공교육 시스템을 비판한다.

## 출연
- 미셸 리 (교육자)

## 제작진
- Line PD: 샤리 터비
- 공동제작: 엘리자 하인드마치
- Ass-PD: 마이클 버텔

## 같이 보기
- 차터 스쿨
- 미국의 교육